# Stazione di Aurillac
La stazione di Aurillac (in francese gare d'Aurillac) è la principale stazione ferroviaria della cittadina francese di Aurillac, nel dipartimento del Cantal.

## Storia
La stazione fu attivata nel 1866 dalla Compagnie du chemin de fer de Paris à Orléans.

## Movimenti
La stazione è servita dai treni Intercités de nuit e dai regionali TER Auvergne-Rhône-Alpes.